# Germinoma
Germinoma é um tumor de células germinativas pediátrico raro, geralmente intracraniano. Costuma aparecer na glândula pineal ou no piso do terceiro ventrículo. É cinco vezes mais frequente em meninos. A média da idade no diagnóstico é de onze anos, pois 90 por cento dos germinomas aparecem em menores de 20 anos, afeta cerca de um em cada milhão de crianças e é mais comum entre os orientais.

## Diagnóstico
O diagnóstico de germinoma intracraniano geralmente é baseado em biópsia. A histologia é idêntica a dois outros tumores: disgerminoma no ovário e seminoma no testículo.

## Tratamento
So germinomas, assim como os outros tipos de tumor de células germinativas, são sensíveis à quimioterapia e radioterapia. Por esta razão, o tratamento com estes métodos pode oferecer excelentes chances de sobrevivência a longo prazo (mais de 90 por cento em cinco anos), até mesmo a cura.